# Cytheretta teshekpukensis
Cytheretta teshekpukensis is een mosselkreeftjessoort uit de familie van de Cytherettidae. De wetenschappelijke naam van de soort is voor het eerst geldig gepubliceerd in 1963 door Swain.